# Kyohei Kuroki
Kyohei Kuroki (黒木 恭平 Kuroki Kyohei?), född 31 juli 1989 i Kumamoto prefektur, är en japansk fotbollsspelare.
Kuroki började sin karriär 2011 i Sagan Tosu. Efter Sagan Tosu spelade han för Ehime FC, Verspah Oita, Renofa Yamaguchi FC, Oita Trinita, Kagoshima United FC och Kyoto Sanga FC.